# Clara Campoamor, la dona oblidada
Clara Campoamor, la dona oblidada (originalment en castellà: Clara Campoamor, la mujer olvidada) és un telefilm biopic de 2011 dirigit per Laura Mañá, protagonitzat per Elvira Mínguez i coproduït per TVE i TV3. Es basa en el llibre La mujer olvidada d'Isaías Lafuente sobre la vida de Clara Campoamor. Ha estat doblada al català.

## Argument
L'any 1931, les dones eren elegibles, però, en canvi, no podien votar. Clara Campoamor i Victoria Kent van ser les primeres dones diputades que van trepitjar les Corts i un dels seus objectius va ser lluitar pels drets de les dones. Campoamor era molt conscient que això passava per una primera i gran conquesta: el vot femení. Però la seva lluita no va ser fàcil.

## Repartiment
- Elvira Mínguez: Clara Campoamor
- Antonio de la Torre: Antonio García
- Mónica López: Victoria Kent
- Joan Carreras: José Álvarez-Buylla
- Pep Cruz: Prieto
- Toni Sevilla: Rico
- Joan Massotkleiner: Niceto Alcalá-Zamora
- Manel Barceló: Manuel Cordero
- Fermí Reixach: Alejandro Lerroux
- Mingo Ràfols: Manuel Azaña
- Mar Ulldemolins: Justina
- Roger Casamajor: Ignacio
- Sara Espígul: Lola
- Montserrat Carulla: Doña Pilar
- Jordi Sànchez: José María Gil-Robles
- Xavier Amatller: Lluís Companys:
- Pep Sais: Manuel Hilario Ayuso Iglesias
- Óscar Rabadán: Roberto Nóvoa Santos

## Producció
La pel·lícula va ser escrita per Yolanda García Serrano i Rafa Russo, i va estar produïda per Miriam Porté, i va comptar també amb RTVE, TV3 i Distinto Films. Les escenes congressuals i els debats parlamentaris que ficciona la pel·lícula van ser gravats al Parlament de Catalunya, ja que el Congrés dels Diputats a Madrid va rebutjar ser la localització.

## Nominacions
- 2011: Prix Europa - Nominada a Millor ficció de televisió
- 2012: Premis Gaudí - Nominada a Millor pel·lícula per a televisió